# 豊時義

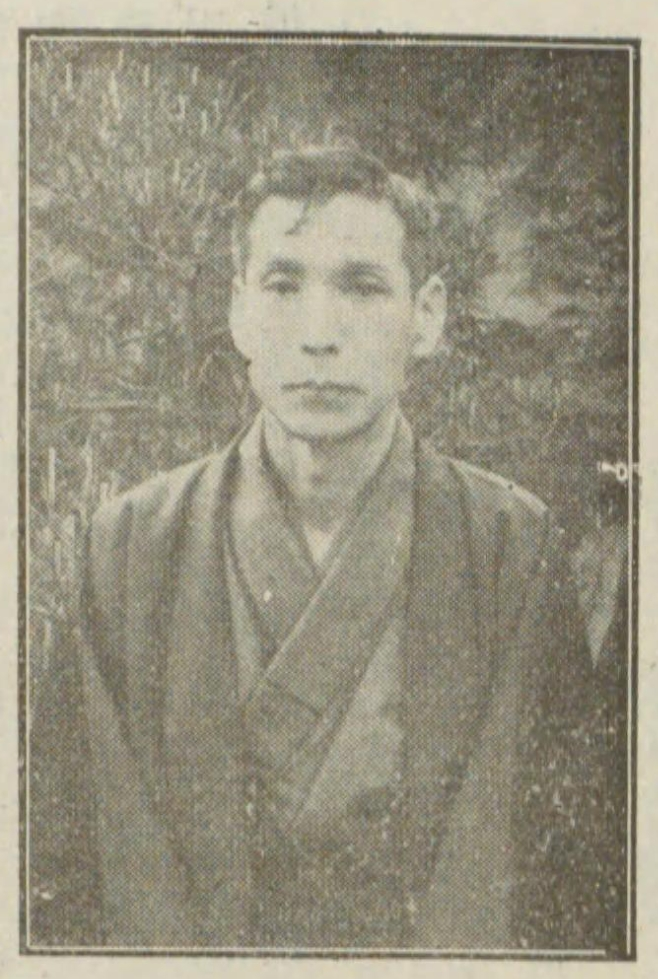
豊時義の写真

豊 時義（ぶんの ときよし、1873年（明治6年）7月14日 - 1951年（昭和26年）4月24日）は、雅楽師、日本芸術院会員。東京生まれ。1884年（明治17年）宮内省雅楽生。1895年伶人兼楽師。1921年正七位勲七等瑞宝章。1931年従六位勲六等瑞宝章、1932年宮内省楽長。1937年帝国芸術院会員。
| スタブアイコン | サブスタブ | この項目は、まだ閲覧者の調べものの参照としては役立たない、音楽関係者（バンド等）に関連した書きかけの項目です。この項目を加筆・訂正などしてくださる協力者を求めています（P:音楽/PJ:芸能人）。 |